# Bárcena de Pie de Concha
Bárcena de Pie de Concha és un municipi situat en la comunitat autònoma de Cantàbria, en la Vall del Besaya. Els seus límits són: al sud amb Pesquera, Santiurde de Reinosa i San Miguel de Aguayo, al nord i aquest amb Molledo i a l'oest amb Hermandad de Campoo de Suso i Los Tojos.

## Localitats
- Bárcena de Pie de Concha (capital), 618 hab.
- Pie de Concha, 107 hab.
- Pujayo, 75 hab.
- Montabliz, despoblat.

## Demografia
| 1900  | 1910  | 1920  | 1930  | 1940  | 1950  | 1960  | 1970  | 1981 | 1991 | 2005 |
| ----- | ----- | ----- | ----- | ----- | ----- | ----- | ----- | ---- | ---- | ---- |
| 1.091 | 1.200 | 1.235 | 1.107 | 1.102 | 1.112 | 1.137 | 1.012 | 920  | 952  | 805  |

Font: INE

## Administració
| Eleccions municipals, 25 de maig de 2003 |      |        |          |
| Partit                                   | Vots | %      | Regidors |
| PP                                       | 314  | 48,99% | 4        |
| PSOE                                     | 208  | 32,45% | 2        |
| PRC                                      | 105  | 16,38% | 1        |

- Alcalde electe: José Félix de las Cuevas González (PP).

| Eleccions municipals, 27 de maig de 2007 |      |        |          |
| Partit                                   | Vots | %      | Regidors |
| PP                                       | 300  | 47,10% | 4        |
| PSOE                                     | 202  | 31,71% | 2        |
| PRC                                      | 113  | 17,74% | 1        |

- Alcalde electe: José Félix de las Cuevas González (PP).